# Manon Jutras
Manon Jutras (nascida em 25 de novembro de 1967) é uma ex-ciclista canadense. Ela representou o Canadá nos Jogos Olímpicos de Verão de 2004, em Atenas.